# Rábcakapi, Győr-Moson-Sopron
Rábcakapi  este un sat în districtul Csorna, județul Győr-Moson-Sopron, Ungaria, având o populație de 172 de locuitori (2011). 

## Demografie
Componența etnică a satului Rábcakapi
     Maghiari (100%)
Componența confesională a satului Rábcakapi
     Luterani (57,56%)
     Romano-catolici (23,84%)
     Fără religie (8,72%)
     Necunoscută (9,88%)
Conform recensământului din 2011, satul Rábcakapi avea 172 de locuitori. Din punct de vedere etnic, majoritatea locuitorilor (100,0%) erau maghiari.  Din punct de vedere confesional, majoritatea locuitorilor (57,56%) erau luterani, existând și minorități de romano-catolici (23,84%) și persoane fără religie (8,72%). Pentru 9,88% din locuitori nu este cunoscută apartenența confesională.